# Балыктах (приток Россохи)
Балыктах — река в Якутии, левый приток реки Россохи (бассейн Алазеи). Длина реки — 190 км, площадь водосборного бассейна — 4780 км². Исток реки находится на северо-востоке хребта Улахан-Сис, река стекает с одноимённой горы Балыктах на высоте более 238 м. Течёт по тундровой зоне Колымской низменности, протекая через Среднеколымский улус, Аллаиховский улус и Нижнеколымский улус. Преимущественное направление течения реки меняется с юго-восточного на южное. В среднем и нижнем течении Балыктах активно меандрирует. Впадает в Россоху по левому берегу в 311 км от устья последней, к северо-западу от озера Улахан-Кёлюекян.
В среднем течении вливаются три наиболее крупных притока (все левые): Сюрехтях-Тас-Юрюете, Тюлях-Тас-Юрюете и Лябилях-Сяне — река, вытекающая из озера Лябилях. В бассейне Балыктаха множество озёр, в том числе достаточно крупные, такие как Лябилях, Хромой-Талалах и другие.
Название в переводе с якут. Балыктаах — «обильная рыбой».